# Dicranomyia (Dicranomyia) nephelia
Dicranomyia (Dicranomyia) nephelia is een tweevleugelige uit de familie steltmuggen (Limoniidae). De soort komt voor in het Australaziatisch gebied.